# ساتوکی اوجو
ساتوکی اوجو (انگلیسی: Satoki Uejo؛ زادهٔ ۲۷ آوریل ۱۹۹۷) بازیکن فوتبال اهل ژاپن است.